# Клипеус
Клипеус или наличник (лат. clypeus) — передняя верхняя часть головы насекомых и пауков.

## Описание
Клипеус является частью хитиновой капсулы, покрывающей голову насекомых. Вместе со лбом (frons) он составляет так называемое лицо насекомых и представляет собой обыкновенно небольшую хитиновую пластинку, находящуюся сверху в передней части головы и примыкающую спереди ко лбу. С клипеусом соединена спереди верхняя губа (labrum). Между ним и лбом находится часто (Orthoptera, Corrodentia, многие Coleoptera) глубокий шов, но иногда он сливается со лбом, и тогда граница между обеими частями становится неясной (у некоторых жуков и др.). Соединение клипеуса с верхней губой бывает большей частью неподвижное, иногда же подвижное (Machilis, личинки некоторых Trichoptera и др.).
Во многих группах насекомых клипеус имеет разнообразную форму, окраску, волосяной покров, пунктировку и микроструктуру, является важным признаком в таксономии и классификации.